# Songs from a Room
Songs from a Room je druhé studiové album kanadského hudebníka Leonarda Cohena, vydané v dubnu 1969 u vydavatelství Columbia Records. Nahráno bylo v říjnu předchozího roku a jeho producentem byl Bob Johnston. V žebříčku Billboard 200 se umístilo na třiašedesátém místě.

## Seznam skladeb
| Pořadí | Název                      | Autor                | Délka |
| ------ | -------------------------- | -------------------- | ----- |
| 1.     | Bird on the Wire           | Leonard Cohen        | 3:28  |
| 2.     | Story of Isaac             | Cohen                | 3:38  |
| 3.     | A Bunch of Lonesome Heroes | Cohen                | 3:18  |
| 4.     | The Partisan               | Hy Zaret, Anna Marly | 3:29  |
| 5.     | Seems So Long Ago, Nancy   | Cohen                | 3:41  |
| 6.     | The Old Revolution         | Cohen                | 4:50  |
| 7.     | The Butcher                | Cohen                | 3:22  |
| 8.     | You Know Who I Am          | Cohen                | 3:32  |
| 9.     | Lady Midnight              | Cohen                | 3:01  |
| 10.    | Tonight Will Be Fine       | Cohen                | 3:53  |

## Obsazení
- Leonard Cohen – zpěv
- Ron Cornelius – kytara
- Bubba Fowler – banjo, baskytara, housle, kytara
- Charlie Daniels – baskytara, housle, kytara
- Bob Johnston – klávesy